# Банска Бистрица
Банска Бистрица (слч. Banská Bystrica, мађ. Besztercebánya) је шести по величини град у Словачкој и управно средиште истоименог Банскобистричког краја.
Банска Бистрица је одувек била позната као средиште рударства, а данас се све више поистовећује са околним зимским туристичким одредиштима на Татрама.

## Географија
Банска Бистрица је смештена у средишњем делу државе. Престоница државе, Братислава, налази се 210 км југозападно.
Рељеф: Банска Бистрица се развила у котлини реке Хрон. Надморска висина града је око 360 m. Оближње планине припадају планинском венцу Карпата. Јужно од града је издиже Словачко рудогорје, док се северно издижу Ниске Татре, које су познате по зимским туристичким одредиштима.
Клима: Клима у Банској Бистрици је умерено континентална са нешто оштријом цртом због планинске околине.
Воде: Кроз град протиче река Хрон, у средишњем делу свог тока. Она дели град на два дела.

## Историја
Људска насеља на овом простору датирају још из праисторије и одувек су била везана за ископавање руда, првенствено бакра. Насеље на овом месту први пут се спомиње почетком 13. века, а статус слободног града добија 1255. године. Током следећих векова град је био у саставу Угарске, мада су главно становништво вековима били немачки Саси, као врсни рудари. У другој половини 19. века град је доживео нагли развој и бројчано нарастао.
Крајем 1918. године град је постао део новоосноване Чехословачке. У време комунизма град је нагло индустријализован, па је дошло до наглог повећања становништва. Крајем Другог светског рата град је постао средиште словачког народног устанка. После осамостаљења Словачке град је постао њено значајно средиште, али је дошло и до проблема везаних за преструктурирање привреде и опадање значаја рударства.

## Становништво
| Година:    | 1994.  | 2004.   | 2014.   | 2024.   |
| ---------- | ------ | ------- | ------- | ------- |
| Број људи: | 84 741 | 81 704  | 79 027  | 73 533  |
| Разлика:   |        | -3,58 % | -3,27 % | -6,95 % |

| Година:    | 2023.  | 2024.   |
| ---------- | ------ | ------- |
| Број људи: | 74 065 | 73 533  |
| Разлика:   |        | -0,71 % |

Данас Банска Бистрица има око 80.000 становника и последњих година број становника опада.
Етнички састав: По попису из 2001. године састав је следећи:
- Словаци - 94,7%,
- Чеси - 1,4%,
- остали - 3,9%.

Верски састав: По попису из 2001. године састав је следећи:
- римокатолици - 46,6%,
- атеисти - 30,2%,
- лутерани - 13,9%.

## Познати становници
- Адолф Светоплук Освалд (1839-1876) - словачки књижевник и новинар, добровољац у Српско-турском рату 1876. године.

## Партнерски градови
- Вршац
- Херцлија
- Алба
- Радом
- Тарнобжег
- Монтана
- Храдец Кралове
- Асколи Пичено
- Будва
- Дабаш
- Халберштат
- Чарлстон
- Ковачица
- Лариса
- Мангалија
- Сент Етјен
- Шалготарјан
- Тула
- Задар

## Галерија
- Поглед на град са оближњег брда
- Римокатоличка црква
- Барбакан градског замка
- Палата Поргес